# Zainichi-Koreanen
Zainichi-Koreanen (of Zainichi) zijn Koreanen die vanwege de bezetting van Korea door Japan (van 1910 tot 1952) naar Japan zijn geëmigreerd, en hun nazaten. Zij hebben een permanente verblijfsstatus in Japan.

## Terminologie
De groep Zainichi-Koreanen omvat mensen met een Zuid-Koreaanse of Noord-Koreaanse nationaliteit. Er zijn ook voormalige Koreanen die zijn genaturaliseerd tot Japanse staatsburgers. Er is juridisch een verschil tussen enerzijds Koreanen die vanwege de bezetting van Korea door Japan in Japan terechtkwamen en hun nazaten, en anderzijds Koreanen in de jaren 1980 en later emigreerden naar Japan, maar het woord Zainichi-Koreanen wordt soms gebruikt om alle Koreanen in Japan aan te duiden. Het Japanse woord "Zainichi" zelf betekent (een buitenlandse burger) "in Japan verblijvend", maar vaak wordt met het woord "Zainichi" alleen de Koreaanse minderheid aangeduid. In 2021 vermeldden bronnen 600.000 Zainichi. Ze vormen momenteel de tweede grootste etnische minderheidsgroep in Japan, na Chinese immigranten.

## Geschiedenis
In 1910 werd Korea een Japanse kolonie, wat het tot 1945 zou blijven. In deze periode kwamen Koreanen zowel uit eigen initiatief naar Japan, maar ook gedwongen. Tienduizenden Koreaanse mannen werden als arbeiders gedwongen te werken in Japanse fabrieken en veel Koreaanse vrouwen werden als seksslaaf voor Japanse militairen ingezet. Koreanen werden verplicht om de Japanse nationaliteit aan te nemen. Na de Tweede Wereldoorlog waren er twee miljoen Koreanen in Japan. Een groot aantal keerde terug naar Korea, maar 600.000 mensen bleven in Japan.
De geallieerde bezetting van Japan eindigde op 28 april 1952 met het Vredesverdrag van San Francisco, waarin Japan formeel afstand deed van zijn territoriale claim op het Koreaanse schiereiland. Hierdoor verloren de Zainichi-Koreanen formeel hun Japanse nationaliteit. Zainichi-Koreanen werden vervolgens tijdelijk gedefinieerd als inwoners die 'voorlopig' in Japan mochten verblijven. Na 1965 werd aan diegenen die hadden gekozen voor een Zuid-Koreaanse nationaliteit een permanent verblijf in Japan toegekend voor twee verdere generaties. In 1991 werd de verblijfsstatus van alle 'voormalige Japanse' Koreanen wier voorouders zich in 1952 in Japan bevonden veranderd in een 'speciale permanente verblijfsvergunning'. Deze speciale verblijfsvergunning staat sinds het midden van de jaren 2000 onder heftige kritiek van verschillende conservatieve actiegroepen in Japan. De naam van de ultrarechtse beweging 'Zaitokukai' staat voor 'Burgerassociatie tegen speciale privileges van Koreanen'.

## Discriminatie
Na 1945 vond in Japan een beleid van gedwongen integratie plaats. De nationale identiteit van Japan werd voorgesteld als homogeen, er was geen plaats voor andere etnische identiteiten. Dit ging gepaard met anti-Koreaans sentiment en raciale discriminatie van de Zainichi-Koreanen. Zainichi werden alleen in de maatschappij geaccepteerd als ze Japanse namen aannamen. Ook moesten ze hun vingerafdrukken laten registreren bij de autoriteiten. Voor overheidsbanen kwamen ze niet in aanmerking, ze konden niet stemmen bij de nationale verkiezingen en een huis kopen was ook onmogelijk. Staatspensioen kwam er alleen voor Japanners, niet voor Koreanen. Een pensioen voor Zainichi-Koreanen kwam er in 1991.
Sommige Koreanen voor wie dit mogelijk was naturaliseerden daarom tot Japanse staatsburgers, maar anderen hielden juist steviger vast aan hun Koreaanse identiteit, bijvoorbeeld door te weigeren hun Koreaanse naam volledig op te geven en het gebruik van Koreaanse gerechten thuis op te geven, zoals kimchi. De culturele identificatie van de Zainichi-Koreanen met kimchi was nauw verbonden met het behoud van hun Koreaanse identiteit.

## Noord-Koreaanse invloed
Het grootste deel van de huidige groep Noord-Koreanen in Japan kwam niet oorspronkelijk uit het gebied dat nu Noord-Korea is, maar uit het zuiden van Korea. Vanwege de steun van het Noord-Koreaanse regime van de Zainichi-Koreanen met geld om scholen, banken en bedrijven op te richten maakten Zainichi-Koreanen de keuze om Noord-Korea te steunen. Na de Koreaanse oorlog begon Noord-Korea via Chongryon een campagne om Koreanen uit het voormalige verenigde Korea die in het buitenland woonden, terug te laten keren naar Noord-Korea. Zo'n 93.000 Zainichi vertrokken naar Noord-Korea, vaak omdat zij in Japan een lage sociale status hadden. Een aantal van hen liepen na een leven in Noord-Korea over en ontsnapten weer naar Japan. Sommige Noord-Koreaanse scholen in Japan hebben nog banden met Noord-Korea en onderwijzen de Koreaanse taal, cultuur en Noord-Koreaanse opvattingen over de Japanse geschiedenis van de 20e eeuw.
Als gevolg daarvan zijn de Zainichi langs politieke lijnen scherp verdeeld geraakt. In de jaren 1950 richtten anti-communistische Zainichi een eigen organisatie op, Mindan.

## Nieuwe Koreaanse identiteit
In 1994 vermeldden bronnen 600.000 Zainichi, tot in de vierde generatie.

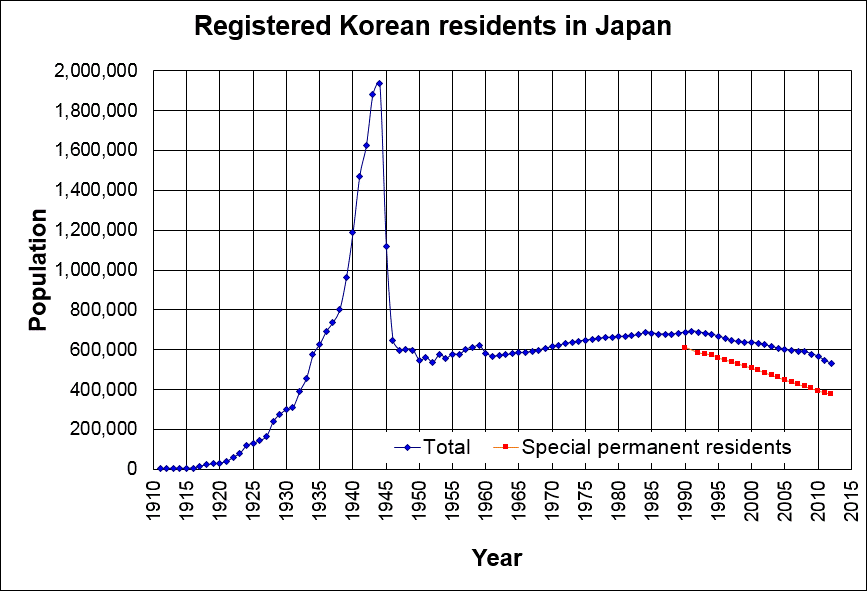
Geregistreerde Koreaanse inwoners in Japan

De nieuwe generatie Koreanen in Japan zocht naar een nieuwere invulling van hun Koreaanse identiteit. Veel nazaten van Noord-Koreanen in Japan wilden geen banden meer hebben met het regime van Noord-Korea en verbraken hun banden met het Noord-Koreaanse regime en Chongryon. Niet-Noord-Koreaanse Zainichi-scholen probeerden de gedeelde Koreaanse taal en cultuur levend te houden terwijl de maatschappij steeds meer Japans werd. Ook veranderde de culturele identiteit door huwelijken tussen Japanse en Koreaanse staatsburgers. De Japanse immigratiewetgeving was soepeler geworden op het gebied van de nationaliteit van kinderen, waardoor die eenvoudiger de Japanse nationaliteit konden verkrijgen. De Koreaanse of Zainichi-identiteit en cultuur kwam hierdoor steeds meer onder druk te staan. Sommige Zainichi van de nieuwe generatie verzetten zich tegen de keuze van hun ouders om de Japanse nationaliteit aan te nemen, en identificeren zich weer als Koreaans of Zainichi. Een andere groep Zainichi-Koreanen voelde zich vervreemd van Korea en voelde Japan als hun thuisland.
Zainichi werden in films vaak afgeschilderd als slachtoffers of als bron van sociale problemen, bijvoorbeeld in yakuza-films. Maar in de jaren 2000 kwam er ook in de populaire cultuur meer aandacht voor de positie van de Zainichi in Japan. De film Go (2001) van Isao Yukisada liet de problemen rond discriminatie van niet-Japanners op een Japanse middelbare school zien vanuit het perspectief van een Zainichi. Het was een van de eerste publieksfilms die het probleem van de minderheden binnen de Japanse identiteit aankaartte. Schrijvers als Yu Miri identificeerden zich uitgesproken als Zainichi-Koreaans en beschreven de problemen die Zainichi-Koreanen tegenkomen. In haar roman Pachinko beschreef Jin Min Lee de achterstelling van Zainichi-Koreanen en hun cultuur. Een adaptatie van de roman als tv-serie was ook in Japan te zien, en rollen in de serie waren onder meer voor Zainichi-acteurs.